# Julia Child
Julia Child (Pasadena, 15 augustus 1912 - Montecito, 13 augustus 2004) was een Amerikaanse kok, auteur en televisiepersoonlijkheid. Ze is vooral bekend omdat ze met haar kookboek Mastering the Art of French Cooking het Amerikaanse publiek liet kennismaken met de Franse keuken. Ook presenteerde ze diverse kookprogramma's, waaronder The French Chef, dat 10 jaar lang op televisie werd uitgezonden. De keuken waarin ze drie van haar kookprogramma's presenteerde is te bezichtigen in het National Museum of American History.

## Biografie

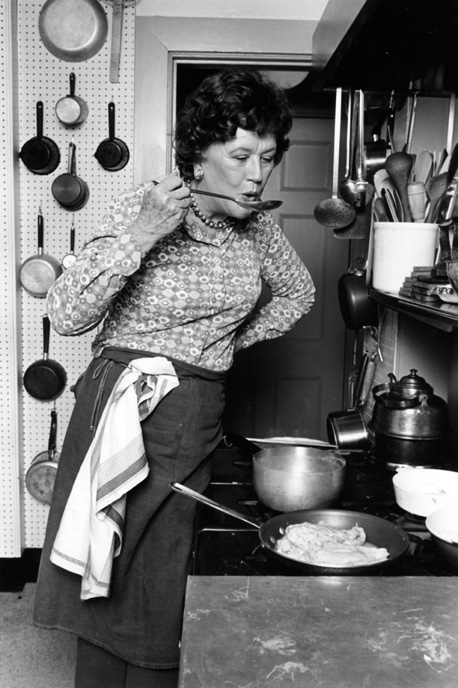
Julia Child in 1978 in haar keuken

Child werd geboren als  Julia Carolyn McWilliams in Pasadena (Californië). Ze was een dochter van John McWilliams, Jr. en Julia Carolyn ("Caro") Weston. Ze was een leerling aan Westridge School en Polytechnic School in Pasadena en ging daarna naar Smith College, waar ze in 1934 afstudeerde. Ze beoefende in haar jeugd sporten als tennis, golf en basketbal.
Tijdens de Tweede Wereldoorlog diende Child in het Office of Strategic Services omdat ze te lang was voor het Women's Army Corps. Ze was aanvankelijk typiste, maar kreeg vanwege haar opleiding al snel een hogere functie als onderzoeksassistente. Ze werkte een jaar voor het OSS Emergency Rescue Equipment Section in Washington D.C. Later werd ze overgeplaatst naar China, waar ze het Emblem of Meritorious Civilian Service kreeg. Tijdens een verblijf in Ceylon (het huidige Sri Lanka) leerde ze Paul Cushing Child kennen. De twee trouwden op 1 september 1946. Dit huwelijk bleef kinderloos.
Haar echtgenoot werd na de oorlog als diplomaat in Frankrijk gestationeerd, en in haar Parijse jaren volgde Julia kooklessen op Le Cordon Bleu. Op dit gerenommeerde instituut leerde Child kennismaken met 
de Franse keuken. Volgens eigen zeggen was haar eerste Franse maaltijd een culinaire ervaring. In 1951 begon ze Amerikaanse huisvrouwen les te geven in het bereiden van gerechten uit de Franse keuken. In de 10 jaar erop reisde ze door Europa om meer ervaring op te doen. In 1961 verscheen haar eerste boek, Mastering the Art of French Cooking, uitgegeven door Alfred A. Knopf. Het boek werd een bestseller en betekende het begin van haar schrijverscarrière. In de jaren erop schreef Child voor tijdschriften en was ze vaste columniste voor The Boston Globe.
In 1962 leidde de presentatie van haar nieuwste boek op National Educational Television tot het idee om een kookprogramma te beginnen. Het programma, The French Chef, ging op 11 februari 1963 in première op WGBH, en werd onderscheiden met onder andere de Peabody Award en Emmy Award. In 1972 was The French Chef het eerste Amerikaanse televisieprogramma dat speciaal voor doven en slechthorenden werd aangepast. In de jaren 70 en 80 was Child te zien in programma's als Julia Child & Company, Julia Child & More Company en Dinner at Julia's. In 1979 won ze de National Book Award. In 1981 richtte ze het American Institute of Wine & Food op.
In 2000 ontving Child de Legioen van Eer en werd lid van de American Academy of Arts and Sciences. In 2001 verhuisde Child naar een rusthuis in Santa Barbara. In 2003 ontving ze de Presidential Medal of Freedom. Child overleed op 13 augustus 2004 aan de gevolgen van nierfalen. Haar laatste boek, de autobiografie My Life in France, werd in 2006 postuum gepubliceerd.

## Film
In 2009 werd een biografische film over haar uitgebracht, Julie & Julia, waarin Meryl Streep de rol van Julia Child speelde.
In 2021 kwam de documentairefilm Julia uit waarin haar levensverhaal en haar invloed op de Amerikaanse kookbeleving wordt getoond.

## Serie
In 2022 werd de 8-delige serie “Julia” uitgebracht door HBO Max. Seizoen 2 volgde in 2023 met 8 afleveringen. De hoofdrol werd gespeeld door Sarah Lancashire.

## Televisie
- The French Chef (1963–1973)
- Julia Child & Company (1978–1979)

Julia Child presenteert haar programma voor de tv-zender KUHT

- Julia Child & More Company (1980–1982)
- Dinner at Julia's (1983–1985)
- The Way To Cook (1989)
- A Birthday Party for Julia Child: Compliments to the Chef (1992)
- Cooking with Master Chefs: Hosted by Julia Child (1993–1994) 16 afleveringen
- Cooking In Concert: Julia Child & Jacques Pepin (1993)
- In Julia's Kitchen with Master Chefs (1994–1996), 39 afleveringen
- Cooking in Concert: Julia Child & Jacques Pepin (1995)
- Baking with Julia (1996–1998) 39 afleveringen
- Julia & Jacques Cooking at Home (1999–2000) 22 afleveringen
- Julia Child's Kitchen Wisdom, (2000) twee uur durende special